# Wassim Bouziane
Wassim Bouziane (Amsterdam, 22 december 2006) is een Nederlands-Marokkaans voetballer die doorgaans speelt als vleugelspeler. In januari 2025 debuteerde hij voor Jong AZ.

## Clubcarrière
Bouziane speelde in de jeugd van Fortuna Wormerveer en stapte in 2019 over naar de jeugdopleiding van AZ. Deze doorliep hij en in januari 2025 zette hij zijn handtekening onder zijn eerste contract, tot medio 2030. Elf dagen later maakte hij zijn professionele debuut, namens Jong AZ in de Eerste divisie. Op die dag werd thuis tegen Jong Ajax gespeeld. Die ploeg kwam op voorsprong door een doelpunt van Rayane Bounida, waarna Kees Smit voor de gelijkmaker tekende. Bouziane, die van coach Lee-Roy Echteld mocht invallen voor Smit, bepaalde in de tweede helft de uitslag op 2–1.
Vanwege een aantal blessures bij het eerste elftal haalde hoofdtrainer Maarten Martens hem bij de wedstrijdselectie voor het return tegen Tottenham Hotspur in de achtste finales van de UEFA Europa League.

## Clubstatistieken

### Beloften
| Seizoen | Club    | Competitie     | Competitie | Competitie |
| Seizoen | Club    | Competitie     | Wed.       | Dlp.       |
| ------- | ------- | -------------- | ---------- | ---------- |
| 2024/25 | Jong AZ | Eerste divisie | 4          | 1          |
| Totaal  | Totaal  | Totaal         | 4          | 1          |

Bijgewerkt op 13 maart 2025.